# Carl von Fersen
Carl Reinhold von Fersen, född 7 april 1716, död 7 maj 1786, var en svensk greve och överhovjägmästare.

## Biografi
Carl von Fersen var son till guvernören och presidenten greve Hans von Fersen och grevinnan Eleonora Wachtmeister af Mälsåker, dotter till Axel Wachtmeister, samt sonson till Reinhold Johan von Fersen och Anna Sophia von Ungern-Sternberg.
Von Fersen var en av rikets herrar, direktör vid Kungliga Teatern och Kungliga Hovkapellet. Han var medlem av Par Bricole och amatörsångare. Han invaldes som ledamot nr 21 av Kungliga Musikaliska Akademien den 11 mars 1772.
Carl von Fersen omtalas ofta i tidens krönikor, brev och memoarer för sin framträdande ställning inom hovets sällskapsliv, särskilt inom hovets amatörteater, dår han var en framstående aktör vid både Lovisa Ulrikas och Gustav III:s amatörteatersällskap. 
Carl von Fersen var en av de mest framstående skådespelarna vid Lovisa Ulrikas amatörteatersällskap, som uppförde pjäser vid hovet från 1746 till Sällskapet Du Londel engagerades 1754. I augusti 1746 noterade Tessin att "Fröknarna Strömfelt och Sparre äro truppens aktriser, Zöge (von Manteuffel), Wrangel och Fersen dess aktörer", medan medlemmarna 1749 uppges vara bland andra "fröknarna Grisheim, de la Gardie, de båda Strömfelt och Düben, grefvarna de la Gardie, Barck och Fersen", som utökades med "Sprengtporten, Bielke, Karl Posse och Henrik Falkenberg" under de följande åren.
Bland de mest framstående medlemmarna i Gustav III:s amatörteater (1775-76 och 1782-83) räknas Caroline Lewenhaupt, Carl von Fersen, Hedvig Ulrika De la Gardie, Nils Barck, Maria Aurora Uggla, Otto Jacob von Manteuffel Zöge, Bror Cederström samt systrarna Ulla von Höpken och Augusta Löwenhielm. Det sades: 
"Utom konungen voro de främste aktörerna hertig Karl, enligt många samtidas vittnesbörd en ganska god skådespelare; grefve Nils Barck, en af hofvets älskvärdaste personligheter och såsom aktör af en lika sällsynt som obestridd talang; vidare grefve Karl von Fersen, hvilken, oaktadt han af naturen var begåfvad med alla de egenskaper, som skapa en stor man, beständigt satte sina nöjen framför göromål af hvad slag som helst och ansåg det täcka könets ynnest mera värd än ett konungarike. Ännu vid sextio års ålder spelade han älskare con amore. Primadonnorna voro fröknarna Caroline Lewenhaupt och drottningens favorit Marianne Aurore Uggla."
von Fersen var gift med Charlotta Sparre och fick fem döttrar:
- Ulrika Eleonora "Ulla" 1749-1810, gift 1770 med Nils von Höpken, 1797 med Georg Jonas von Wright
- Sofia Charlotta 1751-1774, gift 1773 med Adolf Fredrik Lewenhaupt
- Christina Augusta 1754-1846, gift 1770 med Fredrik Adolf Löwenhielm
- Charlotta Fredrika 1756-1810, gift 1771 med Adolf Ludvig Hamilton, 1779 med Emanuel De Geer
- Eva Helena 1759-1807, gift 1774 med Erik Göran Adelswärd

## Bilder

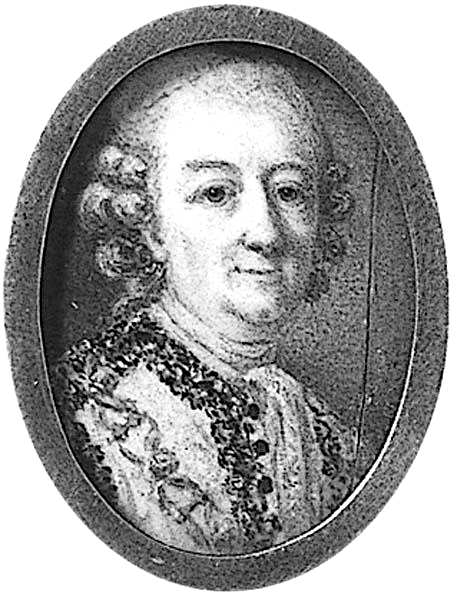
Iklädd Serafimerordens ordensdräkt med dess kedja runt halsen.